# Епархија браничевска
Епархија браничевска је епархија Српске православне цркве, са седиштем у Пожаревцу, где се налази и Саборна црква епархије.
Надлежни архијереј је митрополит Игнатије (Мидић).

## Историја епархије
Епархија браничевска је средњовековна српска епископија, у време српске царевине са рангом митрополије. Наследница је ранохришћанских епископских седишта у Виминацијуму (Костолац) и Хореум Марги (Ћуприја), затим средњовековних епархија петрушке (средњовековни град у близини данашњег Поповца) и пожаревачке митрополије.
Обухвата просторе општина: Велика Плана, Велико Градиште, Голубац, Деспотовац, Жабари, Жагубица, Кучево, Мало Црниће, Параћин, Петровац, Пожаревац, Свилајнац, Смедерево и Ћуприја.
Први виминацијумски митрополит који се помиње је митрополит Амант, који се помиње као учесник сабора у Сердици — Софија у 4. веку, као и епископ Зосим из града Хореум Марги (Ћуприја). Након најезде варвара (Авара и Хуна) ови градови бивају срушени. Након њихове обнове у време цара Јустинијана (527—565) обнавља се и митрополија у Вимиинацијуму и епископија у Хореум Марги.
У 9. веку Виминацијум обнављају Срби под називом Браничево. Епархија у то време носи назив Моравска епархија и из тог периода се помиње митрополит Агатон (879—880) као учесник на Цариградском сабору.
Браничевски епископ помиње се 1018. године у повељи византијског цара Василија II. Центар те области био је у граду Браничеву на месту старог Виминацијума у близини Пожаревца.
Крајем 13. века, за време краљева Драгутина и Милутина, Браничевска епархија је ушла у састав Српске архиепископије. На ранг митрополије је уздигнута 1346. године.
У 15. веку позната су два браничевска митрополита: Венијамин се помиње 1416, а Саватије 1434. године. Он је последњи који је носио титулу митрополита браничевског. Седиште митрополије премештено је из Браничева у Смедерево између 1430. и 1439. године. Сигурно је да се од 1439. године катедра Браничевске митрополије налази у Смедереву. Од тада се браничевски епископи називају смедеревским. Поред смедеревског митрополита у другој половини 15. века помиње се и његов викарни или суфрагани епископ, са титулом смедеревски епископ. Познат је епископ Јован који се помиње 1466. године.
Смедеревска митрополија, односно стара Браничевска епархија, припојена је 1705. године Београдској митрополији. Обновљена је тек 1921. године са првобитном титулом Епархије браничевске са седиштем у Пожаревцу.
Епархија браничевска последњих година шаље своје ученике у Богословије широм Србије.

## Епископи

### Старији браничевски епископи и митрополити
Познати епископи и митрополити епархије браничевске:
- Митрополит Виминацијума Амант, учесник на сабору у Сардици 343.
- Митрополит мезијски Кирјак око 358.
- Епископ Хореум Маргија Зосим, учесник на сабору у Сардици 343.
- митрополити Сапије, Павле, Етерналис, и Саватије, поменути у посланици папе Целестина 424.
- епископ моравски Никола 9. век[2]
- митрополит моравски Агатон, 879—880.[3]
- Епископ Браничева Власије, 13. век
- Епископ Браничева Јаков, 13. век
- Епископ Браничева Порфирије, 1217-1218.
- Епископ Браничева Јоаникије, 13. век
- Епископ Браничева Мојсије, око 1315—1317.

#### Браничевска митрополија од 1346. године
- Епископ Браничева Јосиф, пре 1346.
- Митрополит браничевски Михаило, друга половина 14. века
- Митрополит браничевски Венијамин, 1416.

#### Смедеревска митрополија
- Митрополит смедеревски Саватије, 1434.
- Митрополит смедеревски Андоније  - 1439.
- Митрополит смедеревски Атанасије, 1439—1456.
- Митрополит смедеревски Јаков, 1466.
- Митрополит смедеревски Павле, 1531.
- Митрополит смедеревски Василије, 1532.
- Митрополит смедеревски Теодосије, 1532.

#### Браничевска митрополија
- Митрополит браничевски Захарије, 1557.
- Митрополит браничевски Софроније, 1609.
- Митрополит браничевски Силвестар, 1615.
- Митрополит браничевски Јосиф, 1627.
- Митрополит браничевски Никола 1643-1650.
- Митрополит браничевски Василије 1650.
- Митрополит браничевски Никодим, 1667.
- Митрополит браничевски Михајло, 1682.
- Митрополит браничевски Јоаникије, 1685—1687.; родом је из сремског села Свилоша; од свилошког свештеника постао монах у манастиру Шишатовцу; прешао из Пожаревца где је био владика са патријархом Чарнојевићем; разболео се у Футогу, умро у манастиру Шишатовцу марта 1702. године.[4]
- Митрополит браничевски Михајло, 1733.
- Митрополит браничевски Герасим, 1776.

### Епископи обновљене Браничевске епархије
Епископи обновљене Браничевске епархије од 1921:
| Портрет | Име и презиме                | Време службе |
| ------- | ---------------------------- | ------------ |
|         | Епископ Митрофан Рајић       | 1921—1930    |
|         | Епископ Јован Илић           | 1931—1933    |
|         | Епископ Венијамин Таушановић | 1934—1952    |
|         | Епископ Хризостом Војиновић  | 1952—1989    |
|         | Епископ Сава Андрић          | 1991—1993    |
|         | Епископ Игнатије Мидић       | од 1994      |

## Архијерејска намесништва
Епархија браничевска подељена на седам архијерејских намесништава:
- Архијерејско намесништво пожаревачко,
- Архијерејско намесништво подунавско,
- Архијерејско намесништво петровачко,
- Архијерејско намесништво ресавско,
- Архијерејско намесништво раваничко-параћинско,
- Архијерејско намесништво великоградиштанско,
- Архијерејско намесништво великопланско.

## Манастири
1. Брадача,
2. Витовница,
3. Тршка црква,
4. Горњак,
5. Ждрело,
6. Заова,
7. Златенац,
8. Извор,
9. Копорин,
10. Манасија,
11. Миљково,
12. Нимник,
13. Покајница,
14. Раваница,
15. Радошин,
16. Решковица,
17. Рукумија,
18. Сисојевац,
19. Томић,
20. Туман.
21. Добреш.

## Одбор за просвету и културу
Одбор за просвету и културу Епархије пожаревачко-браничевске обавља обимну духовну и културно-просветну делатност:
- управља Образовним центром „Ecclesia Viminaciensis”,
- координира пројектом Верске наставе на територији Епархије,
- организује богословске симпосионе и стручне семинаре,
- уређивање научни богословски часопис Саборност,
- руководи издавачком делатношћу Епархије,
- организује различите културне активности и у њима учествује.

Одбор има званичну интернет презентацију на којој се могу наћи ажурне информације о његовом раду.

### Издавачка делатност и часописСаборност
Од 1995. године Епархија има и издавачку делатност. Први издавачки подухват био је часопис Саборност, који од 2007. има и електронско издање. На Листи категоризованих научних часописа за 2019. годину часопис се налази у групи друштвених наука — филозофија и теологија, у категорији водећих часописа националног значаја. Осим часописа Епархија је током наредних година објавила неколико едиција и појединачних дела посвећених теологији и филозофији.